# Grand Prix Formule 1 van Mexico 2019
De Grand Prix Formule 1 van Mexico 2019 werd gehouden op 27 oktober op het Autódromo Hermanos Rodríguez. Het was de achttiende race van het kampioenschap.

## Vrije trainingen
- Er wordt enkel de top-5 weergegeven.

| Vrije training 1 | Pos | No | Coureur          | Constructeur    | Tijd     |
| ---------------- | --- | -- | ---------------- | --------------- | -------- |
| Vrije training 1 | 1   | 44 | Lewis Hamilton   | Mercedes        | 1:17.327 |
| Vrije training 1 | 2   | 16 | Charles Leclerc  | Ferrari         | 1:17.446 |
| Vrije training 1 | 3   | 33 | Max Verstappen   | Red Bull-Honda  | 1:17 461 |
| Vrije training 1 | 4   | 23 | Alexander Albon  | Red Bull-Honda  | 1:17.949 |
| Vrije training 1 | 5   | 77 | Valtteri Bottas  | Mercedes        | 1:18.005 |
| Vrije training 2 | Pos | No | Coureur          | Constructeur    | Tijd     |
| Vrije training 2 | 1   | 5  | Sebastian Vettel | Ferrari         | 1:16.607 |
| Vrije training 2 | 2   | 33 | Max Verstappen   | Red Bull-Honda  | 1:16.722 |
| Vrije training 2 | 3   | 16 | Charles Leclerc  | Ferrari         | 1:17.072 |
| Vrije training 2 | 4   | 77 | Valtteri Bottas  | Mercedes        | 1:17.221 |
| Vrije training 2 | 5   | 44 | Lewis Hamilton   | Mercedes        | 1:17.570 |
| Vrije training 3 | Pos | No | Coureur          | Constructeur    | Tijd     |
| Vrije training 3 | 1   | 16 | Charles Leclerc  | Ferrari         | 1:16.145 |
| Vrije training 3 | 2   | 5  | Sebastian Vettel | Ferrari         | 1:16.172 |
| Vrije training 3 | 3   | 77 | Valtteri Bottas  | Mercedes        | 1:16.259 |
| Vrije training 3 | 4   | 44 | Lewis Hamilton   | Mercedes        | 1:16.381 |
| Vrije training 3 | 5   | 55 | Carlos Sainz jr. | McLaren-Renault | 1:16.638 |

Testcoureur in vrije training 1:
 Nicholas Latifi (Williams-Mercedes)

## Kwalificatie
Red Bull-rijder Max Verstappen klokte de snelste tijd in de kwalificatie, gevolgd door Charles Leclerc namens Ferrari. Sebastian Vettel kwalificeerde zich op de derde plaats met Lewis Hamilton op de vierde plaats in zijn Mercedes, gevolgd door Alexander Albon van Red Bull en Valtteri Bottas van Mercedes op plaats vijf en zes. Het McLaren-duo Carlos Sainz jr. en Lando Norris kwalificeerde zich als zevende en achtste, met achter hen de Toro Rosso-rijders Daniil Kvjat en Pierre Gasly op plaats negen en tien.
Na de kwalificatie kreeg Verstappen een gridstraf van drie plaatsen voor het negeren van een gele vlag, veroorzaakt door een crash van Valtteri Bottas in de slotfase van de kwalificatie. Verstappen start hierdoor als vierde, en Charles Leclerc schuift door naar de pole position. Vettel schuift op naar de eerste startrij op plaats twee, met achter zich op plaats drie Lewis Hamilton.

### Kwalificatie-uitslag
| Pos                 | No | Coureur            | Constructeur              | Q1       | Q2       | Q3       | Grid |
| ------------------- | -- | ------------------ | ------------------------- | -------- | -------- | -------- | ---- |
| 1                   | 33 | Max Verstappen     | Red Bull-Honda            | 1:15.949 | 1:16.136 | 1:14.758 | 4    |
| 2                   | 16 | Charles Leclerc    | Ferrari                   | 1:16.364 | 1:16.219 | 1:15.024 | 1    |
| 3                   | 5  | Sebastian Vettel   | Ferrari                   | 1:16.696 | 1:15.914 | 1:15.170 | 2    |
| 4                   | 44 | Lewis Hamilton     | Mercedes                  | 1:16.424 | 1:15.721 | 1:15.262 | 3    |
| 5                   | 23 | Alexander Albon    | Red Bull-Honda            | 1:16.175 | 1:16.574 | 1:15.336 | 5    |
| 6                   | 77 | Valtteri Bottas    | Mercedes                  | 1:17.062 | 1:15.852 | 1:15.338 | 6    |
| 7                   | 55 | Carlos Sainz jr.   | McLaren-Renault           | 1:17.044 | 1:16.267 | 1:16.014 | 7    |
| 8                   | 4  | Lando Norris       | McLaren-Renault           | 1:17.092 | 1:16.447 | 1:16.322 | 8    |
| 9                   | 26 | Daniil Kvjat       | Toro Rosso-Honda          | 1:17.041 | 1:16.657 | 1:16.469 | 9    |
| 10                  | 10 | Pierre Gasly       | Toro Rosso-Honda          | 1:17.065 | 1:16.679 | 1:16.586 | 10   |
| 11                  | 11 | Sergio Pérez       | Racing Point-BWT Mercedes | 1:17.465 | 1:16.687 |          | 11   |
| 12                  | 27 | Nico Hülkenberg    | Renault                   | 1:17.608 | 1:16.885 |          | 12   |
| 13                  | 3  | Daniel Ricciardo   | Renault                   | 1:17.270 | 1:16.933 |          | 13   |
| 14                  | 7  | Kimi Räikkönen     | Alfa Romeo-Ferrari        | 1:17.225 | 1:16.967 |          | 14   |
| 15                  | 99 | Antonio Giovinazzi | Alfa Romeo-Ferrari        | 1:17.794 | 1:17.269 |          | 15   |
| 16                  | 18 | Lance Stroll       | Racing Point-BWT Mercedes | 1:18.065 |          |          | 16   |
| 17                  | 20 | Kevin Magnussen    | Haas-Ferrari              | 1:18.436 |          |          | 17   |
| 18                  | 8  | Romain Grosjean    | Haas-Ferrari              | 1:18.599 |          |          | 18   |
| 19                  | 63 | George Russell     | Williams-Mercedes         | 1:18.823 |          |          | 19   |
| 20                  | 88 | Robert Kubica      | Williams-Mercedes         | 1:20.179 |          |          | 20   |
| 107% tijd: 1:21.265 |    |                    |                           |          |          |          |      |

Notities
1. ↑  Max Verstappen kreeg een straf van drie startplaatsen omdat hij in het laatste deel van de kwalificatie een gele vlag negeerde en de snelste tijd werd geschrapt.

## Wedstrijd
De race werd gewonnen door Lewis Hamilton, die zijn tiende overwinning van het seizoen behaalde. Sebastian Vettel eindigde als tweede, terwijl Valtteri Bottas als derde finishte. Charles Leclerc en Alexander Albon moesten, in tegenstelling tot de coureurs uit de top 3, twee pitstops maken en eindigden als vierde en vijfde. Max Verstappen kreeg na een touché met Bottas al vroeg in de race een lekke band, waardoor hij achteraan kwam te liggen. Uiteindelijk wist hij nog zesde te worden. Racing Point-coureur Sergio Pérez en Renault-rijder Daniel Ricciardo waren in de laatste ronden in een gevecht om de zevende plaats, die werd gewonnen door Pérez. Daniil Kvjat eindigde oorspronkelijk als negende, maar na een touché met Nico Hülkenberg in de laatste bocht van de race waardoor Hülkenberg in de bandenstapel terecht kwam, kreeg hij een tijdstraf van tien seconden. Hierdoor kreeg Pierre Gasly de negende plaats in handen, terwijl Hülkenberg het laatste punt kreeg.

### Race-uitslag
| Pos. | No. | Coureur            | Constructeur              | Rondes | Tijd/Oorzaak uitval | Grid | Punten |
| ---- | --- | ------------------ | ------------------------- | ------ | ------------------- | ---- | ------ |
| 1    | 44  | Lewis Hamilton     | Mercedes                  | 71     | 1:36:48.904         | 3    | 25     |
| 2    | 5   | Sebastian Vettel   | Ferrari                   | 71     | +1.766              | 2    | 18     |
| 3    | 77  | Valtteri Bottas    | Mercedes                  | 71     | +3.553              | 6    | 15     |
| 4    | 16  | Charles Leclerc    | Ferrari                   | 71     | +6.368              | 1    | 13S    |
| 5    | 23  | Alexander Albon    | Red Bull-Honda            | 71     | +21.399             | 5    | 10     |
| 6    | 33  | Max Verstappen     | Red Bull-Honda            | 71     | +1:08.807           | 4    | 8      |
| 7    | 11  | Sergio Pérez       | Racing Point-BWT Mercedes | 71     | +1:13.819           | 11   | 6      |
| 8    | 3   | Daniel Ricciardo   | Renault                   | 71     | +1:14.924           | 13   | 4      |
| 9    | 10  | Pierre Gasly       | Toro Rosso-Honda          | 70     | +1 ronde            | 10   | 2      |
| 10   | 27  | Nico Hülkenberg    | Renault                   | 70     | +1 ronde            | 12   | 1      |
| 11   | 26  | Daniil Kvjat       | Toro Rosso-Honda          | 70     | +1 ronde            | 9    |        |
| 12   | 18  | Lance Stroll       | Racing Point-BWT Mercedes | 70     | +1 ronde            | 16   |        |
| 13   | 55  | Carlos Sainz jr.   | McLaren-Renault           | 70     | +1 ronde            | 7    |        |
| 14   | 99  | Antonio Giovinazzi | Alfa Romeo-Ferrari        | 70     | +1 ronde            | 15   |        |
| 15   | 20  | Kevin Magnussen    | Haas-Ferrari              | 69     | +2 ronden           | 17   |        |
| 16   | 63  | George Russell     | Williams-Mercedes         | 69     | +2 ronden           | 19   |        |
| 17   | 8   | Romain Grosjean    | Haas-Ferrari              | 69     | +2 ronden           | 18   |        |
| 18   | 88  | Robert Kubica      | Williams-Mercedes         | 69     | +2 ronden           | 20   |        |
| DNF  | 7   | Kimi Räikkönen     | Alfa Romeo-Ferrari        | 58     | Oververhitting      | 14   |        |
| DNF  | 4   | Lando Norris       | McLaren-Renault           | 48     | Teruggetrokken      | 8    |        |

S Charles Leclerc behaalde een extra punt voor het rijden van de snelste ronde.

## Tussenstanden wereldkampioenschap
Betreft tussenstanden voor het wereldkampioenschap na afloop van de race. Vetgedrukte tekst betekent dat deze is bevestigd als wereldkampioen.

### Coureurs
| Positie | No. | Rijder           | Team                      | Punten |
| ------- | --- | ---------------- | ------------------------- | ------ |
| 01      | 44  | Lewis Hamilton   | Mercedes                  | 363    |
| 02      | 77  | Valtteri Bottas  | Mercedes                  | 289    |
| 03      | 16  | Charles Leclerc  | Ferrari                   | 236    |
| 04      | 5   | Sebastian Vettel | Ferrari                   | 230    |
| 05      | 33  | Max Verstappen   | Red Bull-Honda            | 220    |
| 06      | 10  | Pierre Gasly     | Toro Rosso-Honda          | 77     |
| 07      | 55  | Carlos Sainz jr. | McLaren-Renault           | 76     |
| 08      | 23  | Alexander Albon  | Red Bull-Honda            | 74     |
| 09      | 11  | Sergio Pérez     | Racing Point-BWT Mercedes | 43     |
| 10      | 3   | Daniel Ricciardo | Renault                   | 38     |

### Constructeurs
| Positie | Team                      | Punten |
| ------- | ------------------------- | ------ |
| 01      | Mercedes                  | 652    |
| 02      | Ferrari                   | 466    |
| 03      | Red Bull-Honda            | 341    |
| 04      | McLaren-Renault           | 111    |
| 05      | Renault                   | 73     |
| 06      | Toro Rosso-Honda          | 64     |
| 07      | Racing Point-BWT Mercedes | 64     |
| 08      | Alfa Romeo-Ferrari        | 35     |
| 09      | Haas-Ferrari              | 28     |
| 10      | Williams-Mercedes         | 1      |